# Batalha pelo trigo

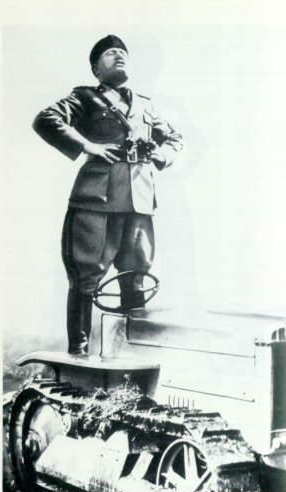
Foto de propaganda de Benito Mussolini para a Batalha pelo Trigo

A Batalha pelo Trigo, também conhecida como Batalha pelo Grão, foi uma política econômica empreendida durante o regime fascista de Benito Mussolini com o objetivo de buscar a autossuficiência produtiva do trigo na Itália. A campanha teve sucesso na obtenção do aumento da produção nacional de trigo, mas prejudicou outras safras.

## Contexto
O princípio fundamental da política agrária fascista era aplicar os princípios de associação, encorajando as diferentes classes sociais a trabalharem em conjunto, em oposição aos pontos de vista marxistas e capitalistas. Mussolini iria perseguir uma "ditadura do proletariado camponês". O Duce procurou criar uma nova classe social em Itália, expropriando grandes propriedades e transformando os agricultores rendeiros em proprietários de terras e colonos. Com os objectivos da autarquia, foram postas em prática as seguintes medidas:
- Sbracciantizzazione[4]
- Recuperação de terras
- Expropriação de latifúndios[2]
- Batalha pelo Trigo

## Objetivos
A política tinha vários objetivos. Estes incluíam: 
- Aumentar a produção de cereais para tornar a Itália autossuficiente em cereais
- Reduzir o déficit da balança comercial
- Reduzir a necessidade de importação estrangeira de pão
- Mostrar a Itália como uma grande potência

## Desenvolvimento

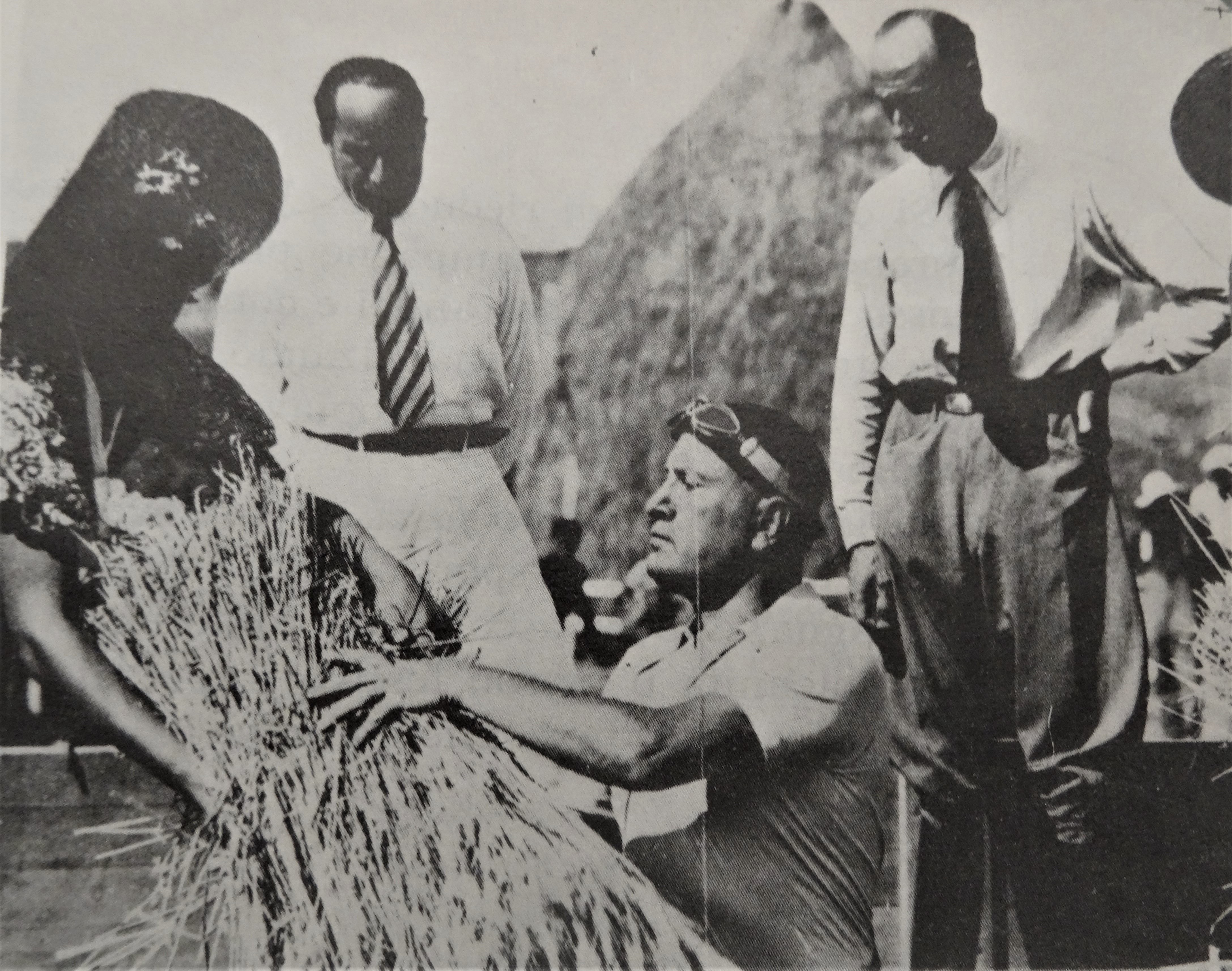
Fotografia de Benito Mussolini na campanha para promover o cultivo do trigo.

A 4 de Julho de 1925, o  Comité Permanente de Cereais foi constituída por decreto real. Este foi presidido por Mussolini e incluiu Giuseppe Belluzzo, Alessandro Brizi, Enrico Fileni, Antonio Marozzi (representando a Confederação Nacional dos Agricultores Fascistas), Franco Angelini, Novello Novelli, Luigi Razza (representando a Federação Nacional dos Sindicatos Agrícolas Fascistas) e depois Antonio Bartoli, Emanuele de Cillis e Nazareno Strampelli. Durante a sessão inaugural, Mussolini traça as linhas gerais na sequência dos estudos de Arrigo Serpieri. No Comité Permanente de Cereais, três problemas principais a serem resolvidos são delineados:
- O problema da selecção de sementes
- O problema dos fertilizantes e das melhorias técnicas
- O problema do preço

Além disso, Mussolini deixa como instrução que:
- Não é estritamente necessário aumentar a área cultivada com trigo na Itália
- Em vez disso, é necessário aumentar o rendimento médio do trigo por hectare

Portanto, Mussolini pediu para ser informado da situação real. Tanto é que, além de algumas respostas complacentes, recebeu respostas afirmativas, mas totalmente condicionadas pelo respeito a certas mudanças em relação à situação da época. Em geral, o norte da Itália, que já havia trilhado o caminho da agricultura intensiva, exigia intervenção pública em termos de melhores fertilizantes e racionalização das safras, enquanto o sul, mais atrasado e ainda vinculado aos problemas dos latifúndios, exigiu intervenções radicais para transformar a terra. Com as informações obtidas, ficam disponíveis os seguintes dispositivos legais:
- Restabelecimento dos direitos aduaneiros da tarifa geral sobre o trigo, grãos grossos e produtos derivados
- Aprovação da isenção de direitos aduaneiros e impostos sobre vendas de petróleo destinados a motores agrícolas
- Produção e divulgação das sementes eleitas
- Disposição para dar um prêmio aos agricultores pela produção de trigo

Em 30 de julho de 1925, Mussolini diria em um discurso que:
A agricultura italiana não precisa de um ministério. Precisa, talvez, de um ministro. Esse ministro sou eu. Precisa de meios: tê-los-á ... A batalha do grão, senhores, significa libertar o povo italiano da escravidão do pão estrangeiro ... Vocês, os agricultores de Itália, que sabem pela dura experiência do vosso trabalho como as leis do universo são inflexíveis, são os melhores colocados para compreender este meu discurso. Cumprimentem todos os vossos camaradas espalhados pelos campos da nossa adorável terra, e digam-lhes que se a minha tenacidade for apoiada pela sua colaboração, a agricultura italiana conhecerá uma era de grande esplendor.
As autoridades fascistas, com a intenção de aumentar a produção de trigo, vieram a opor-se abertamente ao cultivo de legumes considerados "vis e menores". Estes incluíam brócolos, nabiças verdes, lentilhas e nabiças. O aumento total da produção foi alcançado através do desenvolvimento de dois factores principais: área cultivada e produtividade por hectare. O aumento dos rendimentos unitários ficou a dever-se a:
- Uma escolha mais cuidadosa das sementes, com um papel importante desempenhado pelo Instituto de Granicultura de Rieti, dirigido por Nazareno Strampelli.[9] Nasceu o conceito de sementes eleitas
- Uma maior utilização de fertilizantes, naturais e químicos

Em 11 de outubro de 1925, Mussolini diria em um discurso que:
A batalha é simples porque o objetivo é preciso. Trata-se apenas de aumentar o rendimento médio por hectare. E eu, para começar, fico feliz com pouco; Bastaria para mim aumentar o rendimento médio por hectare de um para dois quintais ... "É possível na sua jurisdição aumentar a produtividade agrícola?“ A resposta foi unânime; da montanha à planície, das regiões inacessíveis às áreas férteis: onde for possível aumentar o rendimento médio por hectare de trigo. Portanto, se isso for possível, deve ser feito!

## Consequências
O resultado mais significativo foi registado em 1933, quando a produção atingiu 81 milhões de quintais de trigo. Em comparação entre o período anterior ao início da campanha (1920-1925) e os anos da Batalha pelo Trigo (1926-1937), a produção total de trigo excede a média do que foi obtido antes do início da Batalha.
Segundo um estudo publicado em 2020, o estímulo da Batalha à adopção de fertilizantes e melhorias técnicas na produção de trigo teve efeitos inesperados. Em particular, ao induzir uma aceleração da transição da força de trabalho da agricultura para a indústria, o aumento da produtividade agrícola gerada pela Batalha pelo Trigo favoreceu o desenvolvimento económico local a longo prazo. Estes resultados estão em linha com outros estudos que enfatizam os efeitos positivos das políticas destinadas a melhorar a produtividade agrícola na industrialização e no desenvolvimento económico.
Naquela época para a Itália é registado o recorde de produção de trigo por hectare: a produção americana, até então considerada a primeira, atingiu de facto 8,9 quintais de trigo por hectare, enquanto a italiana foi quase o dobro, contando 16,1 quintais por hectare.
Segundo o economista Domenico Preti, a Batalha pelo Trigo deve ser enquadrada numa política destinada a operar uma compressão generalizada do consumo primário, que foi conseguida tanto pela redução do consumo per capita de trigo pelos italianos durante o período fascista, como pelo agravamento da sua dieta, ou seja, deixando os cereais (menos caros que outros alimentos mais ricos, tais como carne, leite, gorduras, vinho, etc.) cobrir uma maior proporção das suas necessidades calóricas e proteicas. Segundo este autor, pode ser brevemente definida como uma política alimentar concebida para fornecer calorias à grande massa da população ao menor custo possível, o que na prática resultou numa grave deterioração da nutrição das grandes massas, especialmente dos camponeses.